# كأس ألبانيا 1976–77
كأس ألبانيا 1976–77 (بالألبانية: Kupa e Republikës 1976-77‏) هو موسم من كأس ألبانيا. أشرف على تنظيمه اتحاد ألبانيا لكرة القدم، وفاز فيه نادي تيرانا.